# Ав, Сулейман
Сулейман Ав (фр. Souleymane Aw; род. 5 апреля 1999, Guinguinéo, Каолак, Сенегал) — сенегальский футболист, защитник.

## Клубная карьера
Ав — воспитанник Академии Аспире. В 2017 году Сулеман подписал контракт с бельгийским «Эйпеном». 29 июля в матче против «Зюлте-Варегем» он дебютировал в Жюпиле лиге. В начале 2018 года для получения игровой практики Ав на правах аренды перешёл в «Руселаре». 10 февраля в матче против «Юниона» он дебютировал во втором дивизионе Бельгии.

## Международная карьера
В 2017 году в составе молодёжной сборной Сенегала Ав принял участие в молодёжном Кубке Африки в Замбии. На турнире он сыграл в матчах против команд Гвинеи, Замбии, Судана, ЮАР и Камеруна. В поединках против южноафриканцев и камерунцев Ав забил по голу. В том же году он принял участие в молодёжном чемпионате мира в Южной Корее. На турнире Сулейман сыграл в матчах против команд Саудовской Аравии, США и Эквадора.
В 2019 году Ав во втором раз принял участие в молодёжном Кубке Африки в Нигере. На турнире но сыграл в матчах против команд Гана, Буркина-Фасо, ЮАР и дважды Мали. В том же году во втором раз Ав стал участником молодёжного чемпионата мира в Польше. На турнире он сыграл в матчах против команд Таити, Колумбии, Польши, Нигерии и Южной Кореи.